# Альтамирано, Карлос
Ка́рлос Альтамира́но Орре́го (исп. Carlos Altamirano Orrego; 18 декабря 1922, Сантьяго — 19 мая 2019) — чилийский политический деятель, генеральный секретарь Социалистической партии Чили (1971—1979). Депутат Национального Конгресса Чили (1961—1965), сенатор (1965—1973); одна из целей Операции «Кондор».
После прихода к власти генерала Пиночета смог скрыться на Кубе от преследований хунты и проживал в ГДР. В 1979 году был обвинён в «поддержке раскольнической деятельности фракционных группировок» и смещён с поста генерального секретаря СПЧ. В 1993 году вернулся в Чили.